# Miljøbevægelse
Med bogen Silent Spring, 1962, var biologen Rachel Carson, hvori hun offentliggjorde sine naturvidenskabelige undersøgelser om farerne ved brug af kemiske pesticider, specielt DDT, en katalysator for den moderne miljøbevægelse. 
Rachel Carsons budskab er, at mennesker aldrig vil kunne opnå kontrol over naturen, eller udrydde arter vi ikke kan lide uden voldsomme sideeffekter. Carson advokerede for et minimum brug af kemikalier kombineret med biologiske og kulturelle kontrolforanstaltninger, og dette var starten på økologi-begrebet i den almene debat. 
Ud over Rachel Carson fokuserede andre miljøforkæmpere på toksiner i al almindelighed og på radioaktivt materiale. Forureningsproblemer i forbindelse med moderne teknologisk og kemisk industri, som for eksempel Cheminova på Harboøre Tange, og større uheld som Seveso i 1976 og Tremileøen i 1979 gav miljøbevægelserne vind i sejlene.
Miljøbevægelsernes formål er at forbedre miljøet eller hindre forringelser af det – til gavn for mennesker og naturen. 